# 에린 스마트
에린 러티샤 스마트(영어: Erinn Letisha Smart, 1980년 1월 12일~)는 미국의 전직 펜싱 선수로 주 종목은 플뢰레이다. 2008년 하계 올림픽에서 여자 플뢰레 단체전 은메달을 획득했다.

## 개인사
오빠인 키스 스마트 또한 펜싱 선수이다.